# 710 a.C.
Il 710 a.C. (DCCX a.C. in numeri romani) è un anno  dell'VIII secolo a.C.

## Eventi
- Il re assiro Sargon II conquista Babilonia diventando re d'Assiria e Babilonia.
- Data della Fondazione di Kroton attuale Crotone.